# 51599 Бріттані
51599 Бріттані (51599 Brittany) — астероїд головного поясу, відкритий 28 квітня 2001 року.
Тіссеранів параметр щодо Юпітера — 3,581.